# Omiška Dinara
Omiška Dinara (katkad i samo: Dinara) brdo je u Splitsko-dalmatinskoj županiji, Hrvatska, usporedno s obalom Jadranskog mora. Nalazi se istočno od Omiša, u duljini od 16 km. Sa zapadne i sjeverne strane omeđuje ju rijeka Cetina. Na istoku se povezuje s Omiškom Rogoznicom. Podno nje se s južne strane nalaze naselja Ravnice, Brzet, Borak, Nemira, Stanići, Čelina i Lokva Rogoznica. Istočni su obronci opožareni više puta, a najveću su štetu pretrpjeli 2003. godine.
Omiljeno je penjalište brojnim planinarima. Najviši vrh je Kula, koja se nalazi iznad naselja Stanići i visoka je 864 m. S vrha se pruža pogled na otoke Brač i Hvar te na Mosor i Biokovo.
Kroz Omišku Dinaru prolazi omiška zaobilaznica. Dio te zaobilaznice je znameniti tunel Iz nigdi u ništa.